# IFK Bergvik
IFK Bergvik är en idrottsförening i Bergvik i Söderhamns kommun. Föreningen grundades 1920, och håller till på Bergviks IP. På idrottsplatsen finns två stora gräsplaner, en liten gräsplan samt en stor grusplan. Det finns även en skidstadion, tennisbana och en danspavaljong.
Dessa idrotter utövas nu aktivt inom föreningen: 
- Fotboll
- Orientering
- Skidsport

Damfotbollslaget spelade tre säsonger i Sveriges högsta division under perioden 1979-1981.

## Profiler med bakgrund i IFK Bergvik
- Johan Oremo, fotbollsspelare
- Emil Oremo, fotbollsspelare
- Anders Södergren, skidåkare
- Olle Wiklund, skidåkare
- Helge Wiklund, orienterare

### Fotnoter
1. ↑  Jimmy Lindahl (26 februari 2004). ”Maratontabell för högsta damserien 1978-2003”. Bolletinen. http://www.bolletinen.se/sfs/pdf/stat_d_maraton_1978_2003_maratontab_f_hogsta_damserien.pdf. Läst 13 oktober 2013.